# 加斯頓·埃特利斯
加斯頓·埃特利斯（Gastón Etlis，1974年11月4日—）是一位阿根廷網球運動員，他也是一位猶太人。
在2005年1月，埃特利斯達到生涯最高雙打排名第17位。
他的職業生涯共獲得4座雙打冠軍。

## 網球生涯
1993年，埃特利斯轉為職業選手。
1995年8月，他在圣马力诺以7–6(4), 6–4擊敗當時世界排名40的卡洛斯·科斯塔，另外在1997年1月，他曾在薩格勒布擊敗世界排名24的马克·罗塞特。
後來埃特利斯，轉向雙打發展，從2000年開始他的固定搭擋為馬丁·羅德里格斯。
在2000年到2002年，他在法國公開賽打到第三輪。
2003年澳洲公開賽，埃特利斯和搭擋羅德里格斯參賽，他們在八強以6–3、6–3擊敗利安德·帕斯與大衛·里克爾，不過在四強以3–6、4–6敗給第一種子馬克·諾爾斯和丹尼爾·內斯特。
2003年法國公開賽，埃特利斯與羅德里格斯，前兩輪一路輕鬆晉級，第三輪與馬克·諾爾斯和丹尼爾·內斯特交手，不過以大比分擊敗世界第一組合，不過在八強負於11種子保羅·哈休斯與耶夫格尼·卡費爾尼科夫；另外在混雙賽事方面，他與同胞克拉麗莎·費爾南德斯闖入八強，被第四種子韋恩·布萊克與卡拉·布莱克所淘汰出局。
同年溫布頓網球錦標賽，埃特利斯與羅德里格斯打到第三輪就出局了。
2004年澳洲公開賽，埃特利斯和羅德里格斯，在八強與馬克·諾爾斯和丹尼爾·內斯特交手，以7–63、66–7、6–3，不過在四強就被米卡埃爾·洛德拉和米卡埃爾·洛德拉與法布里斯·桑托羅，以6–2、7–5所淘汰出局。
2004年法國公開賽，埃特利斯和羅德里格斯進入八強後，被比利時組合克薩維埃·馬利斯與奧利維埃·羅庫斯，以6–4、6–4所淘汰出局。
2004年瓦倫西亞巡迴賽，埃特利斯和羅德里格斯充分掌握紅土的特性，以不失一盤的姿態獲得冠軍。

### 奧林匹克運動會
1996年亞特蘭大奧運會，埃特利斯在第一輪，遭到韋恩·費雷拉淘汰出局。
2004年雅典奧運會，埃特利斯和羅德里格斯在第一輪，以6–3、6–4擊敗西班牙隊托米·羅布雷多和費利西亞諾·洛佩斯，不過在第二輪，就遭到後來的金牌得主費爾南多·岡薩雷斯與尼古拉斯·馬蘇以6–2、7–62所淘汰出局。

### 台維斯盃
1996年，埃特利斯分別參加兩場台維斯盃比賽（页面存档备份，存于）。

## 外部連結
- 加斯頓·埃特利斯（英文/西班牙文）的官方資料
- 加斯頓·埃特利斯的國際網球總會 職業／青少年 官方資料（英文）
- 加斯頓·埃特利斯的官方資料（英文）